# Atenàgores de Macedònia
Atenàgores o Atenàgoras de Macedònia (grec antic: Ἀθηναγόρας) fou un general al servei dels reis Filip V de Macedònia i el seu fill Perseu de Macedònia. El 199 aC, durant la segona guerra macedònica, va vèncer els dàrdans, un poble il·liri. El 168 aC durant la Tercera Guerra Macedònica va tenir el comandament de la ciutat de Tessalonica.